# Coenosia appendimembrana
Coenosia appendimembrana är en tvåvingeart som beskrevs av Xue och Zhu 2008. Coenosia appendimembrana ingår i släktet Coenosia och familjen husflugor.
Artens utbredningsområde är Yunnan (Kina). Inga underarter finns listade i Catalogue of Life.